# Schwärzhof
Schwärzhof (oberfränkisch: Schwardshuf)  ist ein Gemeindeteil der Gemeinde Himmelkron im Landkreis Kulmbach (Oberfranken, Bayern). Schwärzhof liegt in der Gemarkung Himmelkron.

## Lage
Östlich des Weilers grenzt der Himmelkroner Forst an mit der Mühlleite (541 m ü. NHN). Eine Gemeindeverbindungsstraße führt nach Streitmühle (0,4 km südöstlich) bzw. zur Bundesstraße 303 (0,6 km nordwestlich). Ein Anliegerweg führt nach Schiefe Ebene (0,2 km nördlich).

## Geschichte
Der Ort wurde im Jahre 1317 als „Swurbz“ erstmals urkundlich erwähnt, 1500 findet sich die Bezeichnung „Schwuerczhof“. Die Bedeutung des Ortsnamens ist unklar.
Schwärzhof gehörte zur Realgemeinde Berneck. Gegen Ende des 18. Jahrhunderts bestand Schwärzhof aus einem Anwesen. Das Hochgericht übte das bayreuthische Stadtvogteiamt Berneck aus. Das Stiftskastenamt Himmelkron war Grundherr des Hofes.
Von 1797 bis 1810 unterstand der Ort dem Justiz- und Kammeramt Gefrees. Mit dem Gemeindeedikt wurde Schwärzhof dem 1811 gebildeten Steuerdistrikt Himmelkron und der im selben Jahr gebildeten Ruralgemeinde Himmelkron zugewiesen.

### Einwohnerentwicklung
| Jahr      | 001818 | 001861 | 001871 | 001885 | 001900 | 001925 | 001950 | 001961 | 001970 | 001987 |
| Einwohner | 10     | 10     | 13     | 14     | 9      | 11     | 19     | 18     | 13     | 17     |
| Häuser    | 1      |        |        | 1      | 1      | 3      | 3      | 3      |        | 3      |
| Quelle    | [ 8 ]  | [ 11 ] | [ 12 ] | [ 13 ] | [ 14 ] | [ 15 ] | [ 16 ] | [ 17 ] | [ 18 ] | [ 1 ]  |

## Religion
Schwärzhof ist seit der Reformation evangelisch-lutherisch geprägt und nach Himmelkron gepfarrt.